# Krisztián Tóth
Krisztián Tóth (1º maggio 1994) è un judoka ungherese.

## Palmarès
- Giochi olimpici

Tokyo 2020: bronzo nei 90 kg.
- Mondiali

Chelyabinsk 2014: argento nei -90kg.
- Europei

Montpellier 2014: bronzo nei -90kg;
Kazan 2016: argento nei -90kg.

### Vittorie nel circuito IJF
| Data              | Località  | Paese               | Categoria  |
| ----------------- | --------- | ------------------- | ---------- |
| 14 settembre 2014 | Zagabria  | Croazia             | Grand Prix |
| 2 novembre 2014   | Abu Dhabi | Emirati Arabi Uniti | Grand Slam |
| 3 maggio 2015     | Zagabria  | Croazia             | Gran Prix  |
| 26 giugno 2016    | Budapest  | Ungheria            | Gran Prix  |
| 1 ottobre 2017    | Zagabria  | Croazia             | Gran Prix  |
| 11 agosto 2018    | Budapest  | Ungheria            | Grand Prix |